# Hadigép (Marvel Comics)
Hadigép, valódi nevén James Rhodes egy kitalált szereplő, szuperhős a Marvel Comics képregényeiben. A szereplőt David Michelinie író és Bob Layton rajzoló alkotta meg. Első szereplése az Iron Man 118. számában volt 1979 januárjában.
Rhodes-t Terrence Howard formálta meg a Vasember című filmben, 2008-ban, ezután már Don Cheadle játssza el a szereplőt a Vasember 2. és a Vasember 3-ban, a Bosszúállók: Ultron korában, az Amerika Kapitány: Polgárháborúban, a Bosszúállók: Végtelen háborúban és ennek folytatásában, a Végjátékban, a Sólyom és a Tél Katonájában, valamint a Titkos Invázióban is.

## A kezdetek
Mellékszereplőként indult, ám amikor Stark alkoholista lett, Rhodes vette fel a Vasember prototípus páncélját. A karakter feladata Vasember támogatása, ám miután Stark visszatért Vasember szerepében, Rhodes szuperhősként folytatta tovább életét, és ekkor kapta a Hadigép (War Machine) nevet. Rhodes egy jól képzett pilóta, gépészmérnök, és üzletember, különféle csúcstechnikák kifejlesztésénél kamatoztatta tudását, képességét. Rhodest és Starkot gyakran festik le legjobb barátokként,  kapcsolatukat azonban megfeszítik Rhodes állandó kétségei Stark vitatható etikája.

## Rhodes élete
James Rupert Rhodes a pennsylvaniai Philadelphiában született. Először Vietnamban találkozik a milliárdos iparos Tony Starkkal, ahol a légierőnél lát el feladatokat. Rhodes helikopterét lelövi egy Vietkong rakéta, és lábadozása alatt ismét összetalálkozik Starkkal, aki éppen megszökött a fogolytáborból az egymaga által épített prototípus páncélban. Együtt, Rhodes és Stark egy másik helikopterrel visszamennek az amerikai frontvonalra. 